# Skript (Psychologie)
Der Begriff Skript wird in der Kognitiven Psychologie und der Transaktionsanalyse verwendet. In der Kognitiven Psychologie bezeichnet der Begriff ein Handlungsschema bzw. Regeln, die eine bestimmte Handlung beschreiben. Im Bereich der Transaktionsanalyse ist er als eine Art Lebensplan aufzufassen, nach dem ein Mensch sein Leben gestaltet.

## Kognitive Psychologie
Skripte sind im Rahmen der kognitiven Psychologie drehbuchartige Ereignisabläufe, die im Langzeitgedächtnis gespeichert sind und die Ereignisabfolge in bestimmten Situationen und Zusammenhängen festlegen. Zum Beispiel, dass man sich zur Begrüßung die Hand gibt.

### Aufbau, Gliederung und Rollen
Ein Skript kann in eine zeitliche und hierarchische Gliederung gebracht werden. Ein bekanntes Beispiel ist das Restaurant-Skript: Es schreibt vor, wie der Ablauf eines Restaurant-Besuches vor sich geht und besteht aus „Restaurant betreten“, „Essen aussuchen und bestellen“, „Gericht essen“, „Zahlen und Trinkgeld geben“ und „Restaurant verlassen“ (kann beliebig erweitert werden). Die einzelnen Komponenten zeigen den zeitlichen Ablauf und können in weitere Teilskripte zerlegt werden (z. B. die Komponente „Essen aussuchen und bestellen“ kann zerlegt werden, wie man das Essen aussucht, die Bedienung ruft etc.).
Ein Skript kann verschiedene Rollen beinhalten, da die gleiche Person sich im Restaurant unterschiedlich verhält, je nachdem, ob sie nun Gast, Bedienung oder gerade Koch ist. Ebenfalls ist es möglich, dass ein Skript Spezialisierungen (Verzweigungen für speziellere Unterskripte) enthält. So macht es einen Unterschied, ob in dem jeweiligen Land der Gast sich den Platz aussucht oder durch die Bedienung zugewiesen bekommt.

### Soziale und kulturelle Bedeutung
Das Wissen, das ein Skript bietet, dient der Orientierung in häufig auftretenden Situationen (die Personen sind sich einig darüber, was bei einer Begrüßung gemacht werden muss) und bietet somit Sicherheit. Bei verschiedenen kulturellen Hintergründen kann dies aber auch zu Problemen führen, wenn beispielsweise eine Person davon ausgeht, dass man sich zur Begrüßung die Hand gibt, während eine andere Person eine Umarmung oder einen Kuss auf die Wange erwartet.

## Transaktionsanalyse
Ein Skript im Sinne der Transaktionsanalyse ist ein Drehbuch, ein Lebensplan oder ein unbewusstes Programm, nach dem ein Individuum lebt. Die bevorzugten Transaktionen und psychologischen Spiele einer Person sind Ausdruck ihrer Skripte. Diese enthalten persönliche Haltungen, Wertmaßstäbe und Aussagen über das Selbstwertgefühl. Sie bestimmen die Möglichkeiten der Person, sich zu entfalten und Konflikte zu bewältigen. Durch die Analyse der Skripte können diese bewusst gemacht und unter Umständen verändert werden.
Zu den Bestandteilen des Skriptes gehören sowohl offene als auch subtile Indoktrinationen durch die Eltern. Markante Transaktionen (Botschaften) sind „werde nicht erwachsen“ oder auch „sei ein Versager“. Die Handlungsanweisungen erfolgen durch Vormachen, direktes oder nonverbales Anleiten, oder über Lebensregeln. Es entstehen „Lieblingsgefühle“. So kann Traurigkeit zu einem „Lieblingsgefühl“ werden, wenn das Kind immer dann „gestreichelt“ wird, wenn es traurig ist.
Die Skriptanalyse versucht diesen unbewussten Lebensplan aufzudecken.